# Dariusz Stępkowski
Dariusz Stępkowski (ur. 1968) – polski ksiądz katolicki, salezjanin, doktor habilitowany nauk humanistycznych w zakresie pedagogiki, profesor Uniwersytetu Kardynała Stefana Wyszyńskiego w Warszawie (UKSW).

## Wykształcenie
- 1995 – magister teologii (Philosophisch-Theologische Hochschule der Salesianer Don Boscos Benediktbeuern, Theologische Fakultät, Niemcy)
- 1997 – licencjat pedagogiki społecznej/pracy socjalnej (Katholische Stiftungsfachhochschule München, Abteilung Benediktbeuern, Niemcy)
- 1999 – magister pedagogiki (Wydział Pedagogiczny Uniwersytetu Warszawskiego)
- 2003 – doktor nauk humanistycznych w zakresie pedagogiki (Wydział Pedagogiczny Uniwersytetu Warszawskiego)
- 2004 – studia podyplomowe Manager oświaty (Olsztyńska Szkoła Wyższa im. J. Rusieckiego w Olsztynie)
- 2012 – doktor habilitowany nauk humanistycznych w zakresie pedagogiki (Wydział Psychologii i Pedagogiki Uniwersytetu Kazimierza Wielkiego w Bydgoszczy)[1]

## Życiorys zawodowy
- 1997-2003 – zastępca dyrektora, Bursa Salezjańska dla Młodzieży Męskiej im. Ks. J. Siemca w Warszawie
- 2003-2005 – dyrektor, Zespół Szkół Salezjańskich w Olsztynie
- 2004-2012 – adiunkt UKSW
- 2005-2008 – wychowawca, Bursa Salezjańska dla Młodzieży Męskiej im. ks. J. Siemca w Warszawie
- Od 2012 – profesor nadzwyczajny UKSW
- Od 2012 – prodziekan Wydziału Nauk Pedagogicznych UKSW
- Od 2013 – kierownik Katedry Pedagogiki Ogólnej i Filozofii Wychowania Wydziału Nauk Pedagogicznych UKSW[2]

## Członkostwo w korporacjach naukowych
- International Herbart Association (członek)
- Towarzystwo Naukowe Franciszka Salezego (członek)
- Towarzystwo Pedagogiki Filozoficznej im. B.F. Trentowskiego (członek zarządu)[3]

## Wybrane publikacje
- Herbart znany i nieznany. W dwusetną rocznicę wydania „Pedagogiki ogólnej” (red. nauk. J. Piskurewicz, D. Stępkowski), Wydawnictwo Salezjańskie, Warszawa 2006.
- Pedagogika ogólna i religia. (Re)konstrukcja zapomnianego wątku na podstawie teorii Johanna F. Herbarta i Friedricha D.E. Schleiermachera, Towarzystwo Naukowe Franciszka Salezego, Warszawa 2010.
- Erziehung und Bildung in politischen Systemen (red. nauk. E. Anhalt, D. Stępkowski), IKS Gamond, Edition Paideia, t. 4, Jena 2012.
- Wychowanie i kształcenie w systemach politycznych (red. nauk. E. Anhalt, D. Stępkowski), Wydawnictwo Salezjańskie, Warszawa 2012.
- Religion Long Forgotten. The Importance of Religion in Education Towards Civil Society (red. nauk. D. Stępkowski, A. Murzyn), Oficyna Wydawnicza „Impuls”, Kraków 2014.
- (współautor:) Dietrich Benner, Alexander von Oettingen, Zhengmei Peng, Dariusz Stępkowski, Bildung – Moral – Demokratie. Theorien und Konzepte moralischer Erziehung ud Bildung und ihre Beziehungen zu Ethik und Politik, Verlag Schöningh, Paderborn–München–Wien–Zürich 2015.